# Espírito Santo
Espírito Santo (ES) (udtales:is.'pi.ri.tu 'sɐ.tu) er en brailiansk delstat, placeret i
den sydøstlige del af landet i regionen Sudeste ud til Atlanterhavet. Hovedstaden hedder Vitória og delstaten
grænser op til Bahia, Minas Gerais og Rio de Janeiro.
- Wikimedia Commons har flere filer relateret til Espírito Santo

20°15′S 40°15′V / 20.25°S 40.25°V